# ابتكار

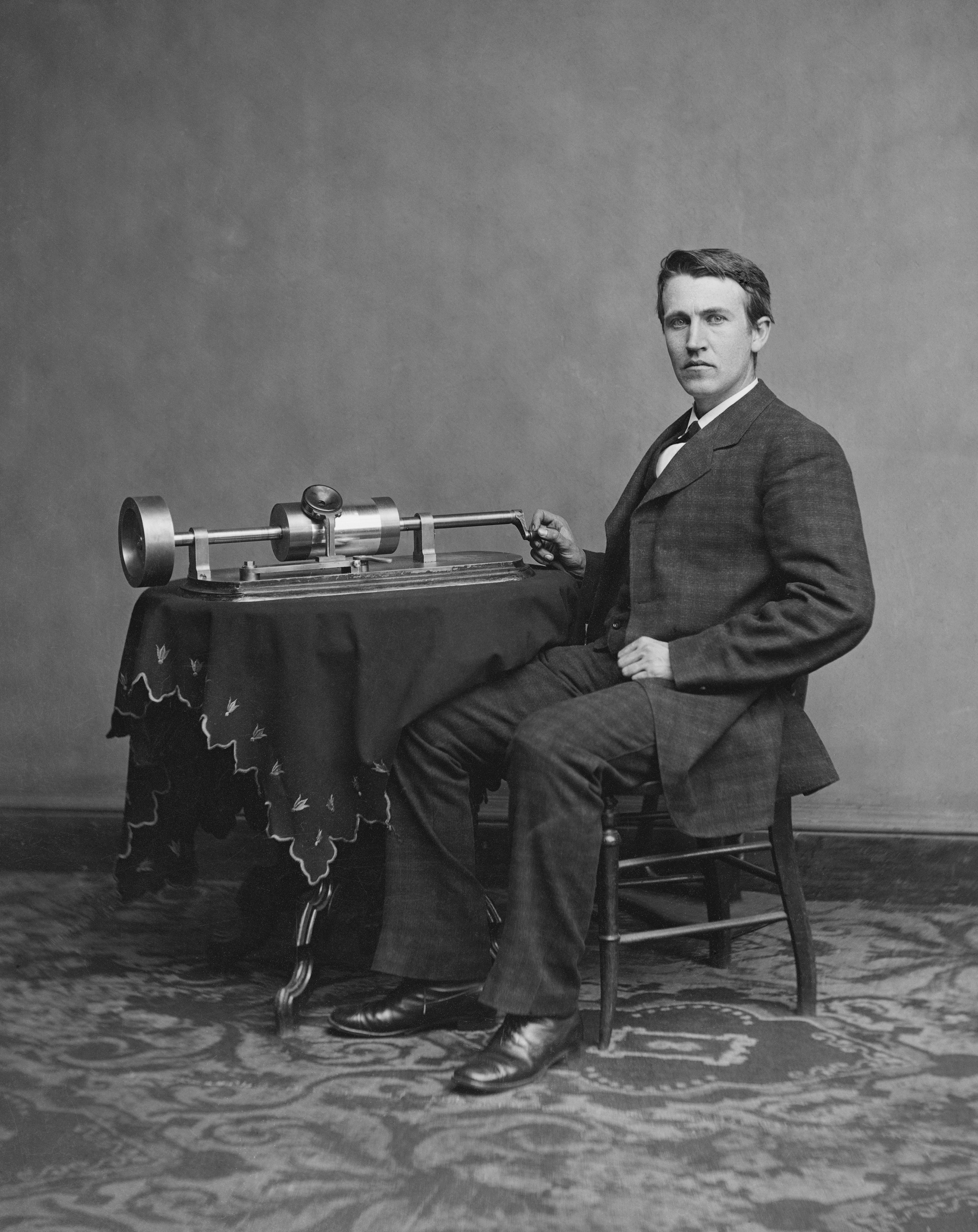
صورة فوتوغرافية لتوماس إيديسون جالسا بجانب الفونوغراف في نهاية السبيعينات من القرن التاسع عشر. يعتبر إيديسون أحد أكثر المخترعين إنتاجا في التاريخ، حيث يحمل 1093 براءة إختراع أمريكية بإسمه.

الابتكار  (بالإنجليزية: Innovation) أو التطوير الابتكاري ،  المبتكر هو الشخص الذي يبتكر شيئا جديدا أو يسجل اختراعا . الابتكار  يعني التطوير الخلاق. أي تطوير منتج جديد أو خدمة جديدة للمستهلك من خلال حلول تتجاوب مع متطلبات جديدة لامستهلك أو للزبون ؛ أو تقديم متطلبات قديمة للمستهلك أو للسوق ولكن بطريقة جديدة. و يُنْجَز ذلك من خلال تفعيل منتجات ابتكار عبر نوع متخصص من المشاريع يدعى مشروع ابتكاري أو عملية انتاجية جديدة، أو خدمات إنوفاتية أو تكنولوجيا إنوفاتية . كذلك يمكن أن يكون الابتكار فكرة متاحة بسهولة في السوق، أو خدمة حكومية ميسرة، أو خدمة مبتكرة للمجتمع بفعالية أعلى. وأغلب الابتكارات تكون فردية ، شخص مفكر يخترع منتجا جديدا أو يقوم بخدمة جيدة للناس ويكتسب منها رزقه . ويتيح الأنترنت الفرصة لكثيرين من الناس يقومون ببيع منتج جديد عن طريق الإنترنت.
الشركات و المصانع الكبرى تحفز هي أيضا العاملين فيها على الابتكار ، وسواء فرديا أو كمجموعات ، بغرض تحسين منتجاتها ؛ يتم عن طريق العمل الجماعي منهجيات التطوير الإبتكاري.
يُعد الفشل السريع من الأساليب الحديثة المستخدمة في الابتكار، حيثالشركات والمصانع الكبرى تحفز أيضًا العاملين فيها على الابتكار، سواء فرديًا أو كمجموعات، بغرض تحسين منتجاتها، ويتم ذلك عن طريق العمل الجماعي واتباع منهجيات التطوير الإبتكاري.
و يُعد الفشل السريع من الأساليب الحديثة المستخدمة في الابتكار، حيث يُشجع على تجربة الأفكار بسرعة ، وتقبّل الفشل المبكر كوسيلة للتعلم وتحسين المنتجات أو الخدمات. يُشجع على تجربة الأفكار بسرعة، وتقبّل الفشل المبكر كوسيلة للتعلم وتحسين المنتجات أو الخدمات.

## المعنى
ذكر في كتاب مقاييس اللغة أن: 
. لذا يمكن رد كلمة ابتكار إلى أصلها بكَر والتي تعني حدوث الشئ باكرا. ويمكن ان نستدل أن الابتكار هو اكتشاف باكرا.

### الترجمة من الإنكليزية
كلمة Innovation الإنكليزية مشتقة من الجذر «إينوفير» (innovare) اللاتيننية والتي تعني التجديد أو التغيير.
تترجم كلمة Innovation الإنكليزية إلى أي من الكلمات العربية التالية: إبْداع، اِبْتِدَاع، اِبْتِكَار، اِخْتِرَاع، اِسْتِحْداث، بَدْعَ، تَجْدِي، حَدَث، مُبْتَدَع، مُبْتَكَر، مُخْتَرَع. مُسْتَحْدَث.

### الفرق بين الابتكار والاختراع
يختلف الابتكار عن الاختراع في أن الابتكار يشير إلى استخدام فكرة أو أسلوب متداولين بطريقة أفضل مما هو معتاد، بينما الاختراع يعني خلق فكرة أو أسلوب جديدين لم يكونا معروفين من قبل.

### الفرق بين الابتكار والتحسين
يختلف الابتكار عن التحسين في أن الابتكار يشير إلى فكرة القيام بشيء مختلف بدلا من تطوير فعل الشيء نفسه على نحو أفضل.

## تاريخها
في فترة النهضة الصناعية والتكنولوجية كانت الانوفاتية تعتبر جزءاً لا يتجزأ من عملية التطوير المستمر ولم تكن لها معالم واضحة. مع انخفاض المردود الاقتصادي والتأثير النوعي من ممارسة منهجيات التطوير المستمر كالستة سيغما والالتصنيع الرشيق، بدأت تشق طريقها منهجيات وطرق التطوير الابتكاري.